# Naranjo (Moca)
Naranjo es un barrio ubicado en el municipio de Moca en el estado libre asociado de Puerto Rico. En el Censo de 2010 tenía una población de 2875 habitantes y una densidad poblacional de 230,01 personas por km².

## Geografía
Naranjo se encuentra ubicado en las coordenadas 18°20′33″N 67°6′42″O / 18.34250, -67.11167. Según la Oficina del Censo de los Estados Unidos, Naranjo tiene una superficie total de 12.5 km², que corresponden a tierra firme.

## Demografía
Según el censo de 2010, había 2875 personas residiendo en Naranjo. La densidad de población era de 230,01 hab./km². De los 2875 habitantes, Naranjo estaba compuesto por el 94.4% blancos, el 1.98% eran afroamericanos, el 0.17% eran amerindios, el 0.03% eran asiáticos, el 2.5% eran de otras razas y el 0.9% pertenecían a dos o más razas. Del total de la población el 99.55% eran hispanos o latinos de cualquier raza.